# Raspútitsa

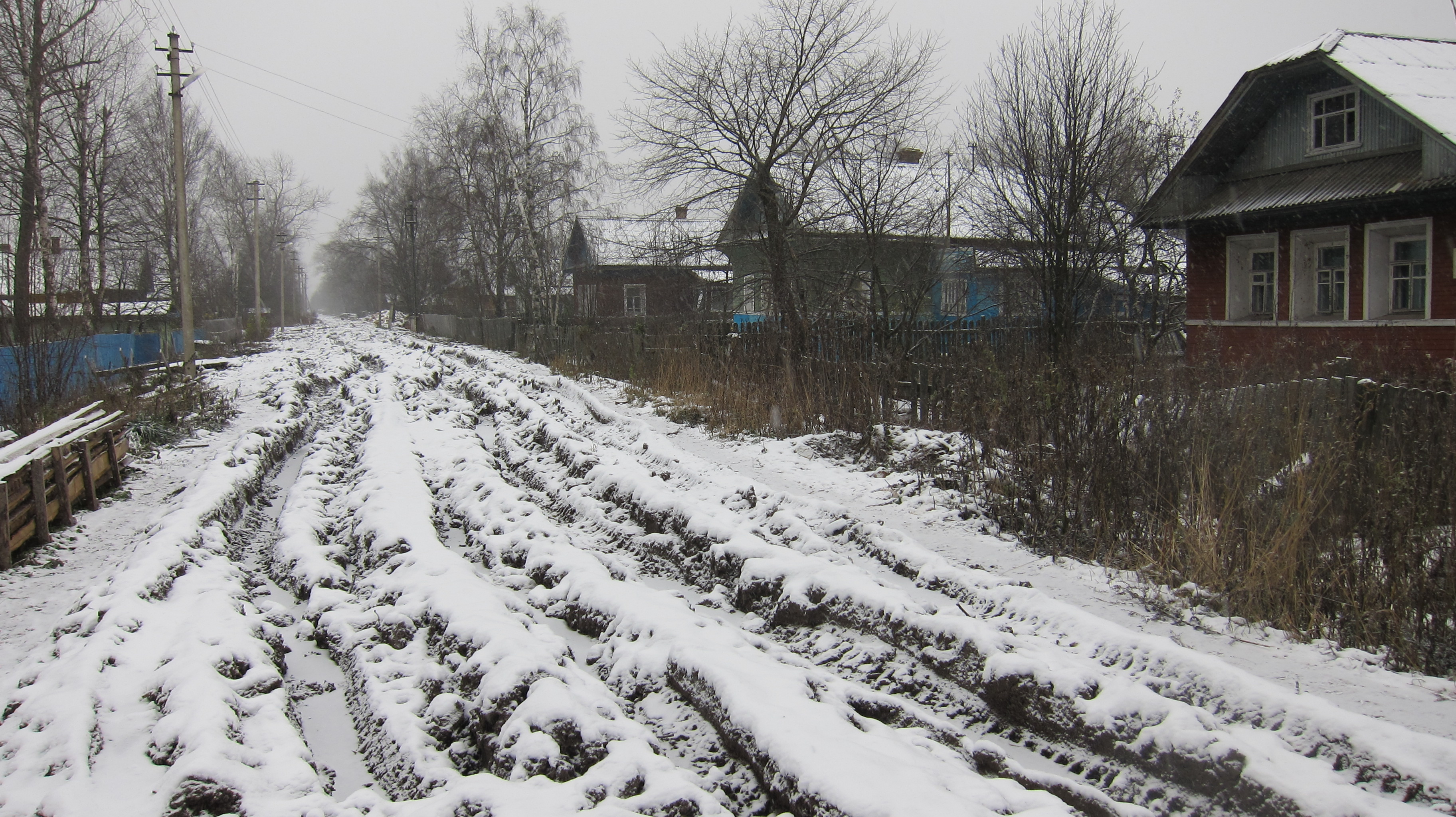
Escena de una calle de Sokol (Óblast de Vólogda, Rusia) en octubre de 2012 en la que se observa una combinación de una espesa capa de nieve y suelo anegado.

La raspútitsa (en ruso: распýтица), también llamada bezdorizhzhia (del ucraniano: бездорі́жжя), es un fenómeno de infiltración de agua en el suelo, constituyendo así un mar de lodo en el momento de la fusión de las nieves en primavera y en el momento de las lluvias de otoño, siendo bastante típico en regiones de Bielorrusia, del oeste de Rusia y Ucrania. La palabra puede ser traducida como «la estación del fango» y se aplica tanto a la estación («raspútitsa de primavera» o «raspútitsa de otoño»), como también al estado de los caminos, particularmente afectados por este fenómeno, ya que los que no se encuentran pavimentados se hacen muy difíciles tanto de usar como de cruzar.

## Historia
La raspútitsa desempeñó un papel crucial durante las varias guerras en Rusia, principalmente durante la Invasión mongola de la Rus de Kiev. El ejército tártaro-mongol no pudo cruzar los últimos cien verstas (~107 km) que lo separaban de Novgorod, debido a la primavera raspútitsa.
La raspútitsa también retuvo de manera especialmente intensa a la Grande Armée de Napoleón durante su campaña rusa.
Durante la Segunda Guerra Mundial, la Blitzkrieg casi fue detenida por el barro en ausencia de una red de caminos pavimentados, dejando inutilizables los tanques más potentes del ejército alemán. Uno de los vehículos más populares entonces era la motocicleta con orugas. Este hecho provocó que el ejército soviético tuviera entonces más tiempo para prepararse para la Batalla de Moscú.
Durante la invasión rusa de Ucrania de 2022 la rasputista ralentizó el avance de tanques y vehículos rusos, siendo abandonado numeroso equipamiento militar y provocando que los vehículos se viesen obligados a circular únicamente por las rutas asfaltadas, lo que les hacía ser objetivos militares más fáciles de atacar al moverse en columnas y no dispersados.

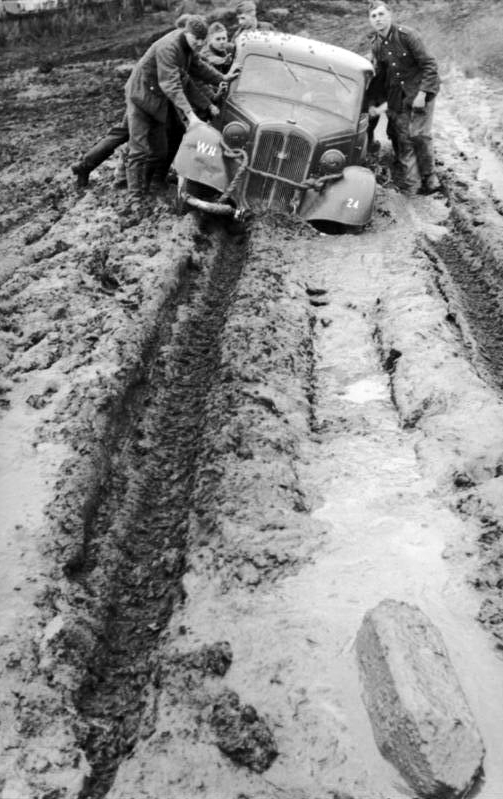
Soldados de la Wehrmacht con su coche en el lodo, octubre de 1941.
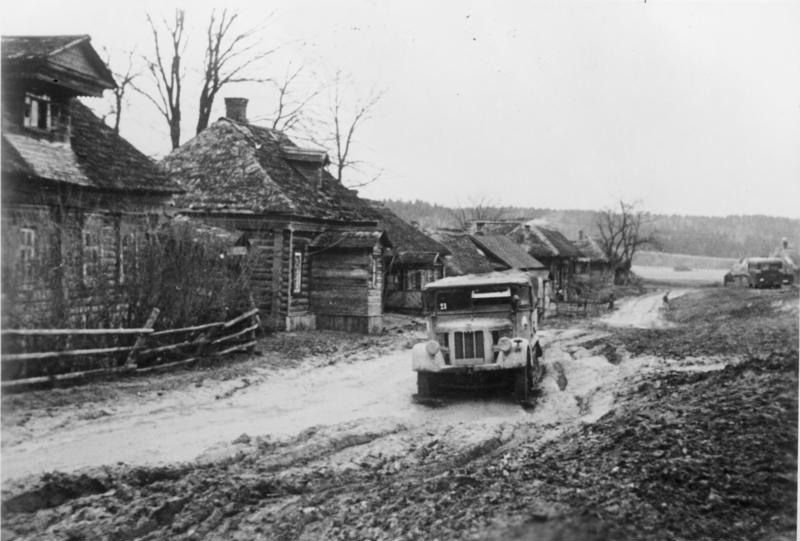
Calle a las afueras de Moscú, noviembre de 1941.
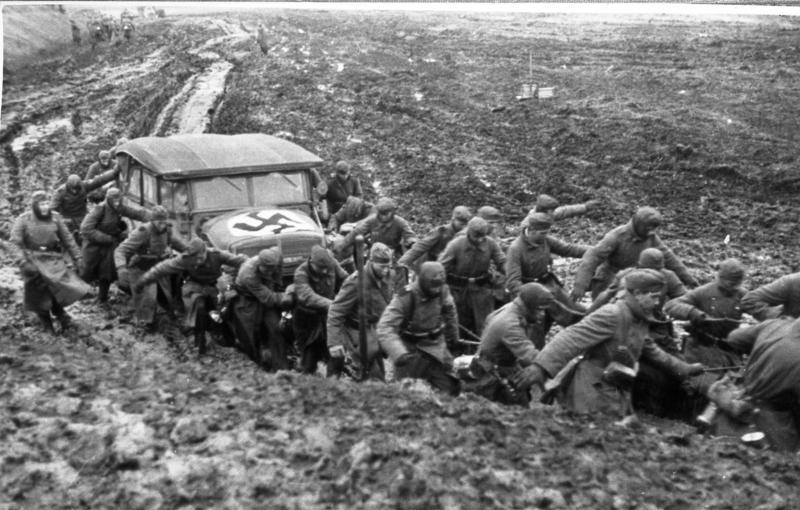
Soldados de la Wehrmacht tirando de un coche embarrado, noviembre de 1941.
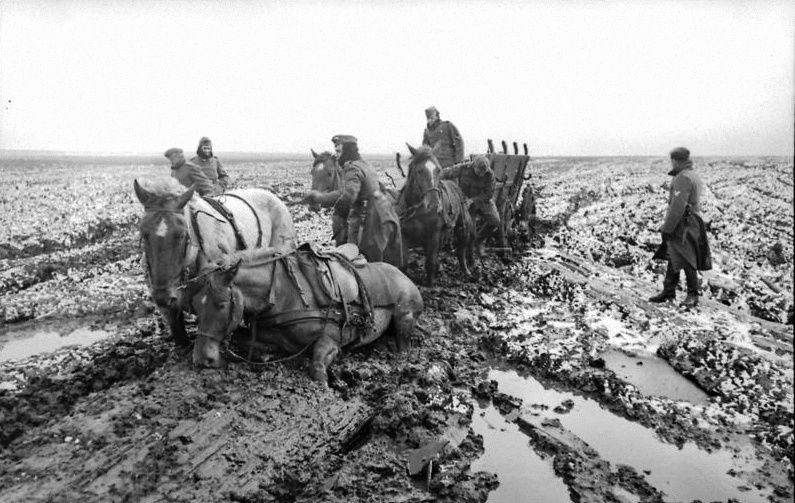
Ejército alemán detenido por el lodo sin fin en el óblast de Kursk en la primavera de 1942.
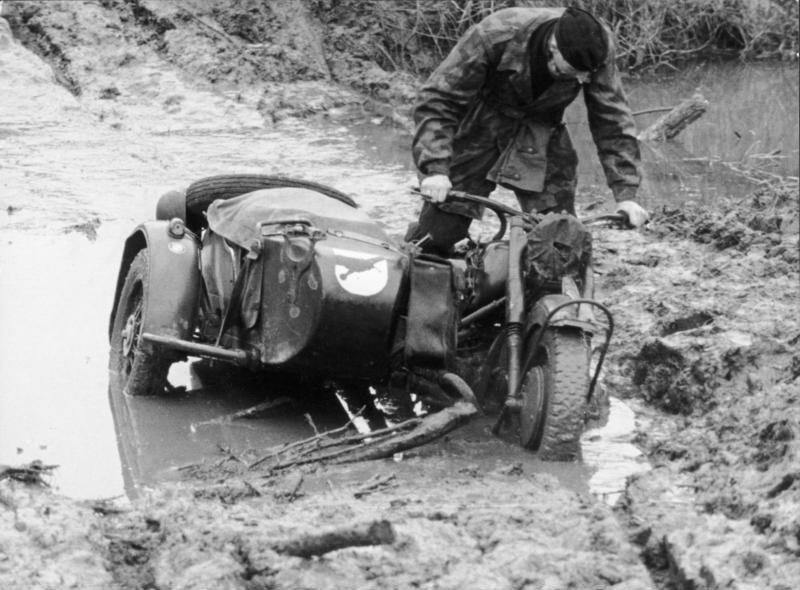
Rusia, motocicleta en el barro.